# Церковь Святого Николая (Львов)
Це́рковь Свято́го Чудотво́рца Никола́я — древнейший памятник архитектуры во Львове (Украина). Находится на улице Богдана Хмельницкого, 28. Принадлежит общине УПЦ КП.

## История
Николаевская церковь — самый древний памятник монументальной архитектуры во Львове. Церковь даёт представление о характере древнерусского зодчества. Храм построен под горой Будельницей на Волынском тракте на территории древнего окольного города. Первое свидетельство о нём относится к 1292 году. Раскопки 1977 года подтвердили, что она основана в XIII веке. Допускают, что церковь служила семейной усыпальницей галицких князей.

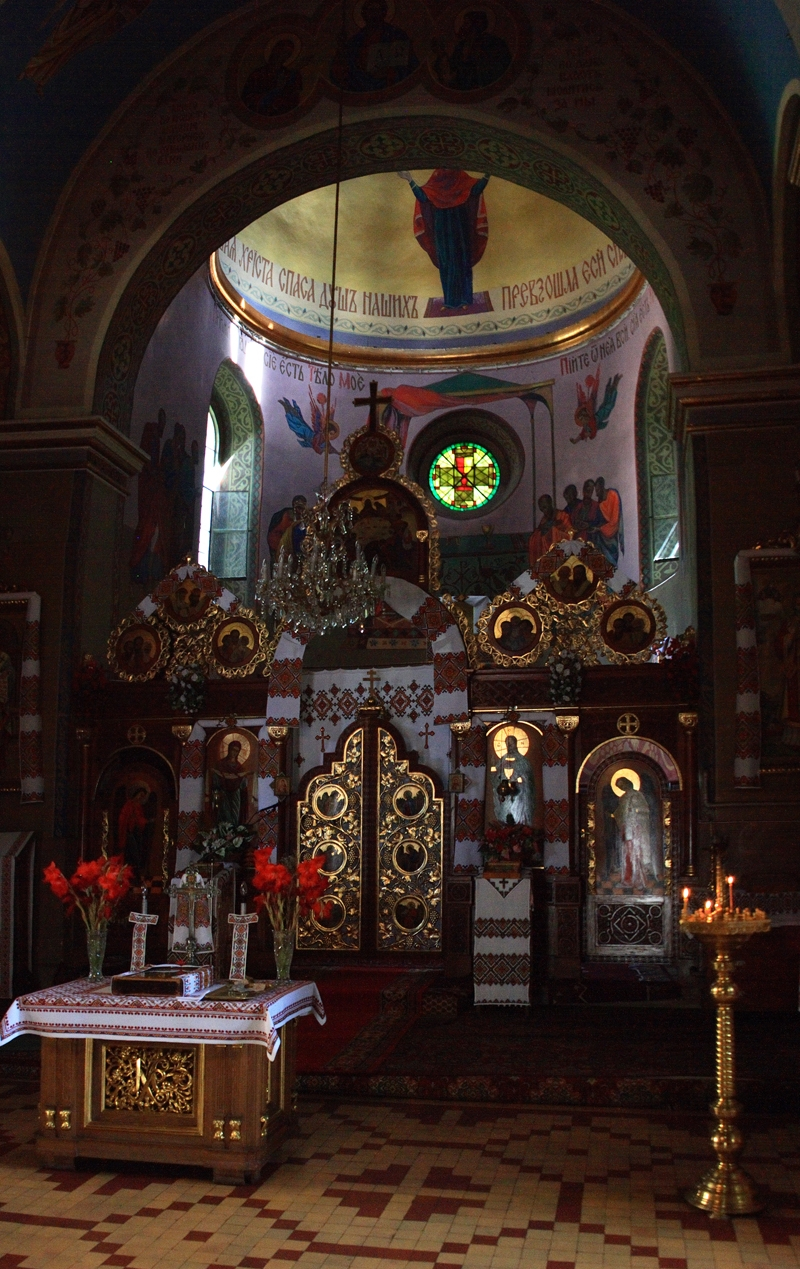
Современный интерьер церкви

В 1471 году церковь была освобождена от уплаты налогов. В 1543 году приход получил права «юридики», то есть жители в границах прихода теперь подлежали церковной власти и суду (а не замковой, как было ранее). В 1544 году было основано Николаевское церковное православное братство, которое содержало приют для нищих и школу. В XVII веке Николаевская церковь была церковью русинского цеха шевцов (сапожников).
В 1623 году церковь пострадала от пожара, в 1772 повторно перестраивалась, в 1800 вновь горела. От первоначальной постройки XIII века сохранились фундаменты и нижняя часть стен, сложенных из тёсаных блоков белого известняка.
Крестообразная в плане, который состоит из основного квадратного нефа с несколько удлинённой полукруглой апсидой, с запада к которому примыкает прямоугольный притвор, с севера и юга — боковые часовни с полукруглыми апсидами. Неф и алтарная часть имеют купольные завершения с фонарями. Простой и суровый облик храма, выразительная пирамидальная композиция расчленённых объемов ставят его в ряд интересных произведений галицкой архитектурной школы.